# فوان
فوان (به لاتین: Fu'an) یک county-level city در جمهوری خلق چین است که در نینگده واقع شده‌است.

## خصوصیات
فوان ۶۷٫۴۴ کیلومترمربع مساحت و ۵۹۷٬۰۰۰ نفر جمعیت دارد.